# بوب دوز
بوب دوز هو لاعب هوكي الجليد كندي، ولد في 29 نوفمبر 1924، وتوفي في 26 مايو 2003.

## وصلات خارجية
- بوب دوز على موقع دوري الهوكي الوطني (الإنجليزية)
- بوب دوز على موقع قاعة مشاهير الهوكي (لاعب أن.إتش.أل) (الإنجليزية)
- بوب دوز على موقع EliteProspects.com (الإنجليزية)
- بوب دوز على موقع HockeyDB.com (الإنجليزية)
- بوب دوز على موقع Hockey-Reference.com (الإنجليزية)